# Kanton Langeac
Kanton Langeac (fr. Canton de Langeac) je francouzský kanton v departementu Haute-Loire v regionu Auvergne. Tvoří ho 11 obcí.

## Obce kantonu
- Chanteuges
- Charraix
- Langeac
- Mazeyrat-d'Allier
- Pébrac
- Prades
- Saint-Arcons-d'Allier
- Saint-Bérain
- Saint-Julien-des-Chazes
- Siaugues-Sainte-Marie
- Vissac-Auteyrac